# خون سرد (فیلم)
خون‌سرد که با نام میراث خون سرد نیز شناخته می‌شود، فیلمی اکشن و هیجان انگیز محصول سال ۲۰۱۹ به نویسندگی و کارگردانی فردریک پتیژان و با بازی ژان رنو، سارا لیند، جو اندرسون و سامانتا باند است که در ۱۵ مه ۲۰۱۹ منتشر شد.

## طرح
یک قاتل کهنه‌کار، دختری مجروح را در کنار دریاچه نزدیک خانه اش می‌یابد. او میان کمک کردن یا رها کردن این دختر همان حالت مردد است.

## بازیگران
- ژان رنو در نقش هنری [۲]
- سارا لیند در نقش چارلی
- جو اندرسون در نقش کاپا
- دیوید گیاسی در نقش مالکوم
- ایهور سیسکویچ در نقش دیویس
- فرانسوا گیتاری در نقش بریگلور
- سامانتا باند در نقش خانم کسلر
- ژان لوک اولیویه در نقش آقای کسلر
- لاریسا روسناک در نقش کتی

## واکنش های منتقدان
از کلیت نقدهای منتشر شده بر روی این فیلم، می‌توان دریافت که عامهٔ منتقدان نظر مثبتی بر روی آن نداشته‌اند. ورایتی یکی از منتقدانی است که این فیلم را فیلمی «فوراً فراموش‌شدنی» نامید و آبزرور آن را «یک فیلم هیجان‌انگیز خسته‌کننده» برشمرد.
این در حالی است که در هالیوود ریپورتر پیرامون این فیلم اعتقاد دارد که علی‌رغم این که فیلم دارای یک «محیط پوشیده از برف نفس‌گیر» است، باید گفت که این فیلم به خوبی فیلمبرداری شده است، اما این فیلم دقیقاً به همان اندازه ای که اجزایش درست و دقیق کنار هم قرار نگرفته‌اند، قابل اعتنا نیست.

## لینک های خارجی
- خون سرد در بانک اطلاعات اینترنتی فیلم‌ها (IMDb)